# Suite en duo
pour flûte et harpe, ou violon et piano
La Suite en duo est une œuvre de Jean Cras composée en 1927 pour flûte et harpe, dédiée à René Le Roy et Pierre Jamet qui en assurent la première audition publique le 25 février 1928. La partition est également interprétable pour violon et piano.

## Composition
Jean Cras compose sa Suite en duo à bord du cuirassé qu'il commande, La Provence, et en escale à Toulon, du 1er au 16 février 1927.
La partition s'inspire des sonorités africaines du balafon, instrument rapporté de Guinée par le compositeur et témoignant de « la curiosité de l'auteur vis-à-vis des cultures indigènes au contact desquelles l'a mené sa vie de marin ». 
Le langage musical de cette œuvre « à la manière de l'Afrique noire, si marqué », selon Aubert Lemeland, est « fort heureusement indifférent aux effets de stylisation académique ».

## Création
Le Suite en duo est dédiée au flûtiste René Le Roy et au harpiste Pierre Jamet, qui en assurent la création au cours d'un concert de la Société nationale de musique le 25 février 1928 à la salle Érard.
La partition est publiée dans une double version pour flûte et harpe ou violon et piano, qui simplifie l'écriture en notes répétées de nombreux passages en mouvement rapide où Jean Cras exploite toutes les ressources des notes enharmoniques à la harpe (do  et ré , par exemple).

## Analyse

### Structure
L'œuvre est en quatre mouvements, tous dans l'armure de la bémol majeur :
1. Préambule — Modéré ( = 92) à 
 — enchaînez
2. Modéré ( = 80) à
3. Assez lent ( = 69) à
4. Danse à onze temps — Très animé ( = 288 ou  = 96)  à

### Caractéristiques
Œuvre de maturité, la Suite en duo est caractéristique du langage de son auteur, où « les thèmes et les formules rythmiques utilisés évoquent tour à tour le balancement de la houle du large et la pulsation frénétique d'une danse africaine aux temps irréguliers ».
Dans la Danse finale à onze temps, « magistralement menée », Jean Cras use habilement de la variété d'une mesure à 
, 
 ou 
 :

## Postérité
Au sein de l'« importante production de musique de chambre » de Jean Cras, Gustave Samazeuilh place la Suite en duo, avec le Trio à cordes et le Quintette pour flûte, harpe, violon, alto et violoncelle, parmi les œuvres « où la solidité et l'ingéniosité aisée de l'écriture sont en plein accord avec le caractère spontané des idées ».

## Discographie

### pour flûte et harpe
- Musique française par le duo Ariane, François Bru (flûte) et Gwenaëlle Roussely (harpe), Cybelia CY 821, 1987 — avec des œuvres de Pierre-Octave Ferroud, Philippe Gaubert, Jacques Ibert, Désiré-Émile Inghelbrecht, Marcel Labey, Aubert Lemeland et Guy Ropartz
- Jean Cras, Flûte, harpe et cordes par Juliette Hurel (flûte) et Marie-Pierre Langlamet (harpe), Timpani 1C1179, 2011

### pour violon et piano
- Jean Cras, L'Œuvre pour violon et piano, Poèmes Intimes pour piano par Marie-Annick Nicolas (violon) et Jean-Pierre Ferey (piano), Skarbo SK 4941, 1993.

### Partition
- Jean Cras, Suite en duo, pour flûte et harpe ou violon et piano, Paris, Maurice Sénart, 1927, 24 p.

### Ouvrages généraux
- Gustave Samazeuilh, Musiciens de mon temps : Chroniques et souvenirs, Paris, Marcel Daubin, 1947 (1re éd. 1939), 430 p., in-16 (BNF 43254580), p. 246-249.
- Michel Duchesneau, L'Avant-garde musicale et ses sociétés à Paris de 1871 à 1939, Paris, Mardaga, 1997, 352 p. (ISBN 2-87009-634-8).

### Monographies
- (en) Paul-André Bempéchat, Jean Cras, Polymath of Music and Letters, Farnham, Ashgate, 2009, 569 p. (ISBN 978-0-754-60683-3), p. 430-435.